# Micănești, Hunedoara
Micănești este un sat în comuna Zam din județul Hunedoara, Transilvania, România.

## Imagini

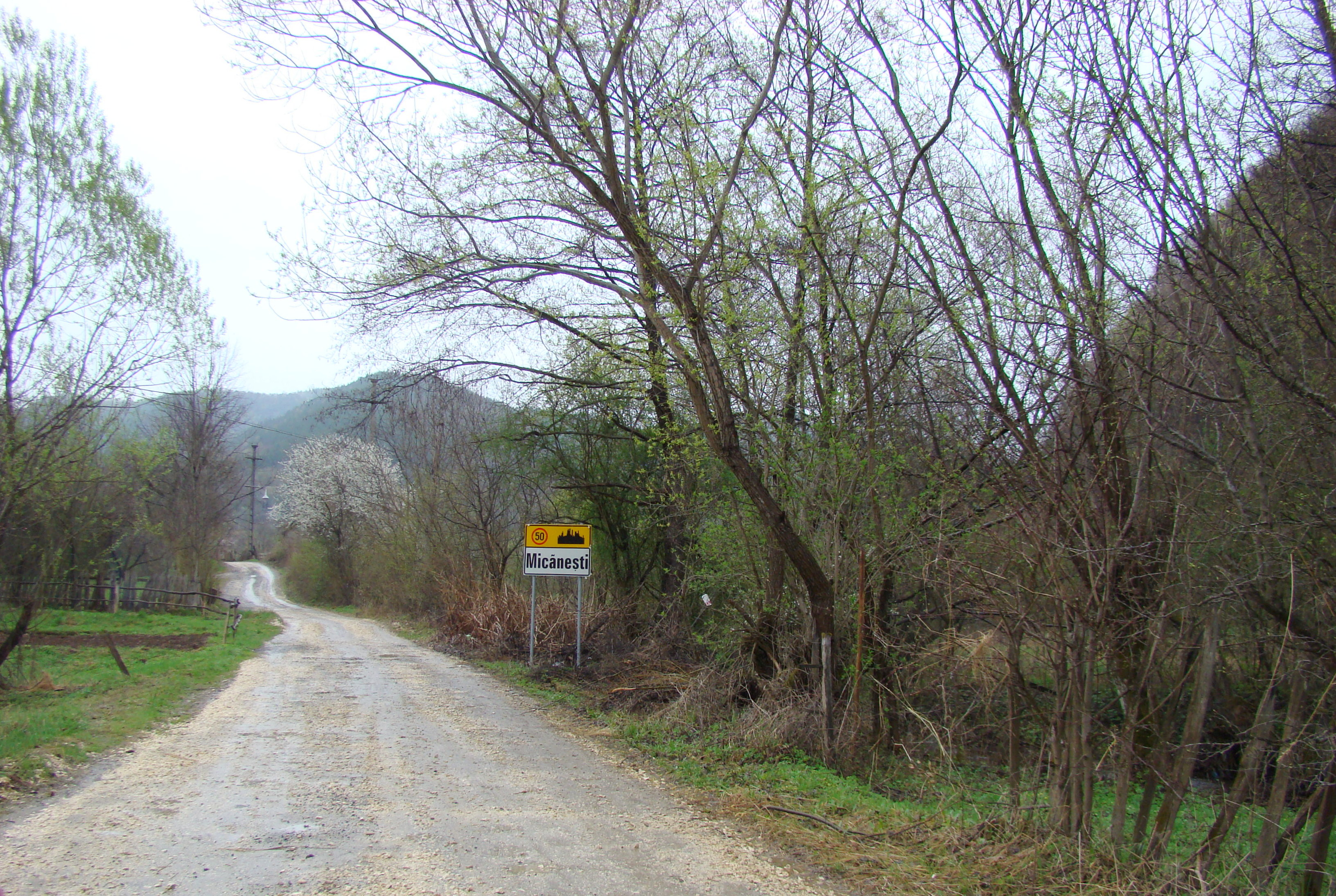
Intrarea în localitate
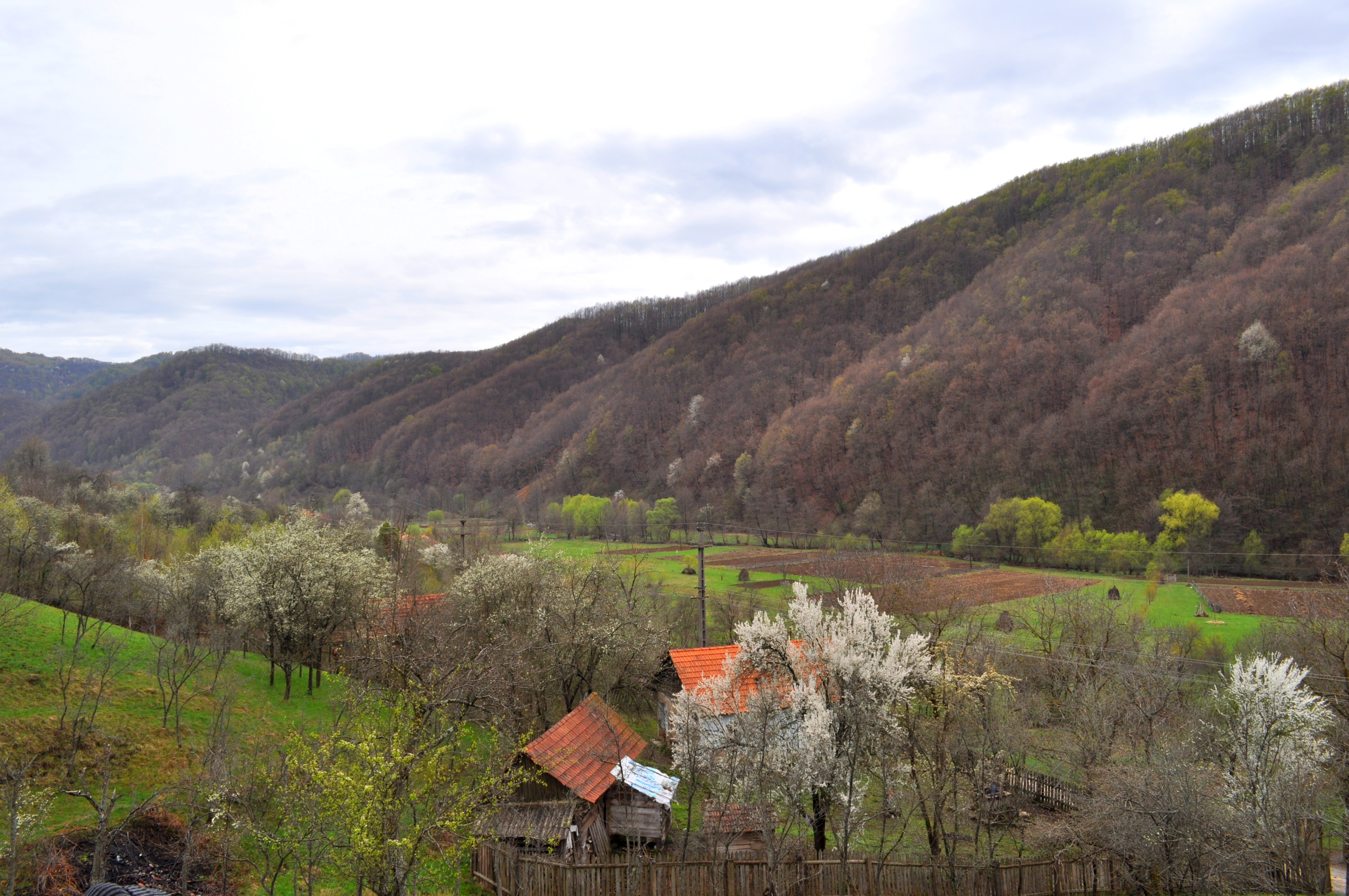
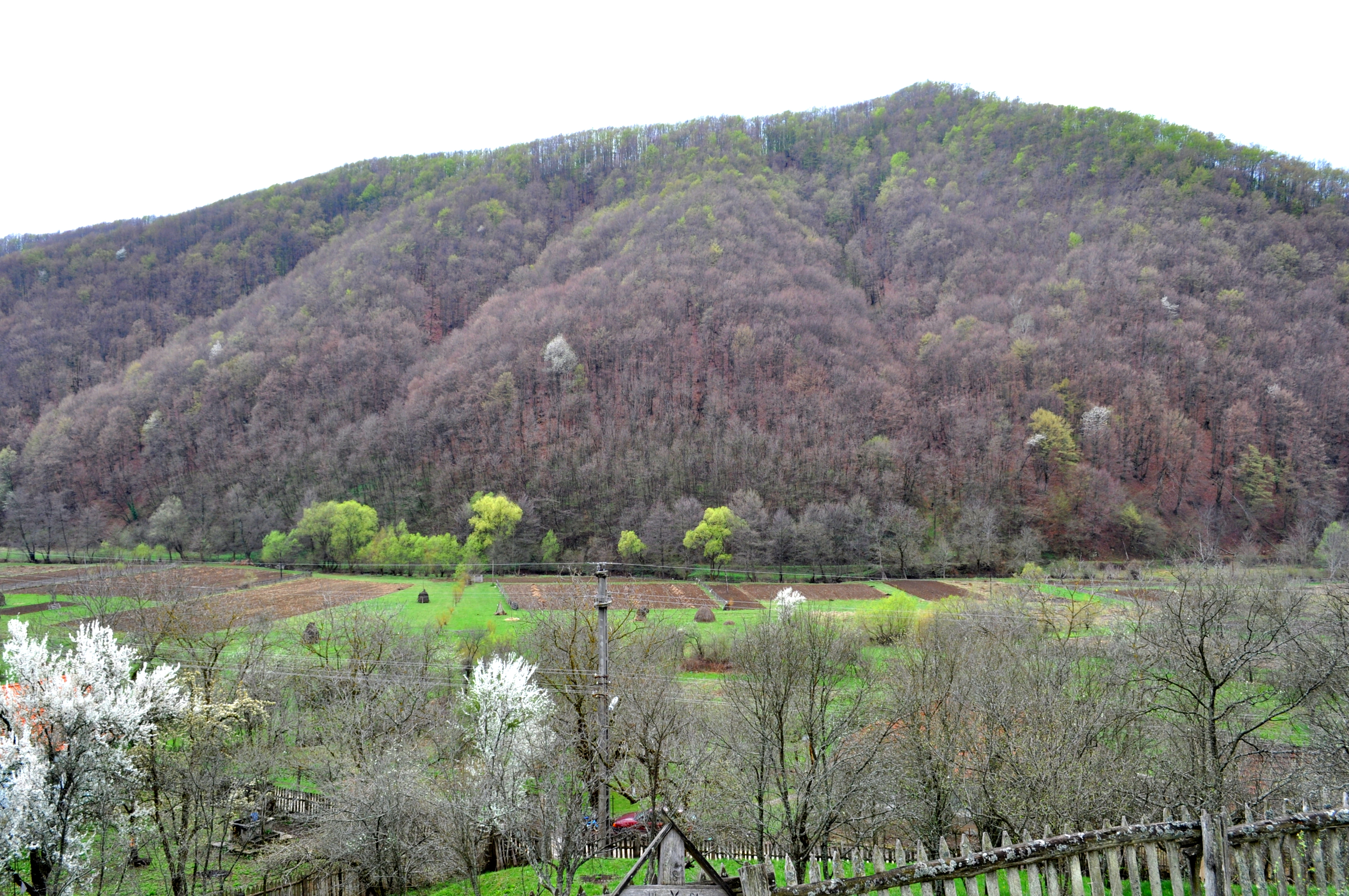
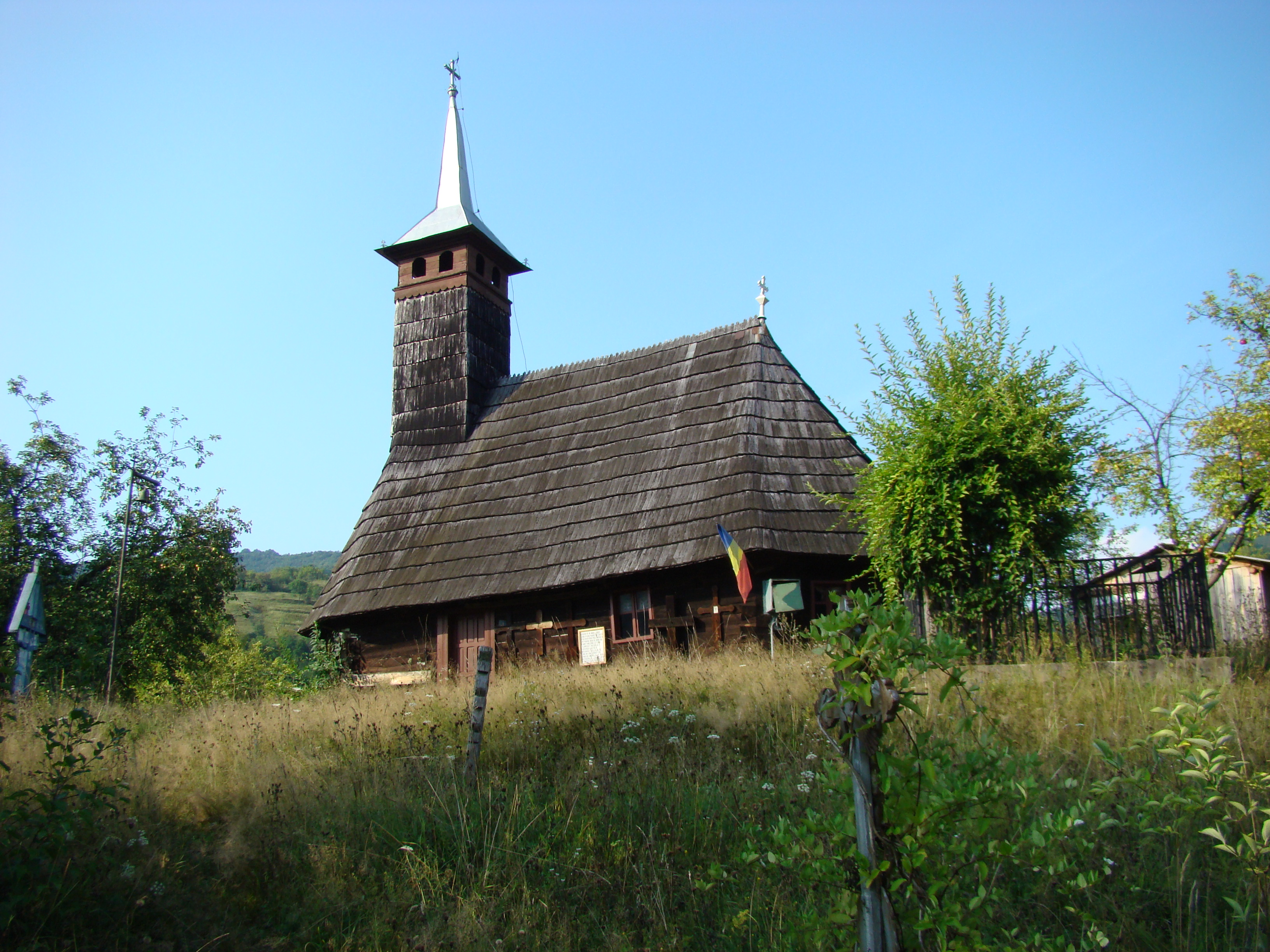
Biserica de lemn din Micănești (monument istoric)
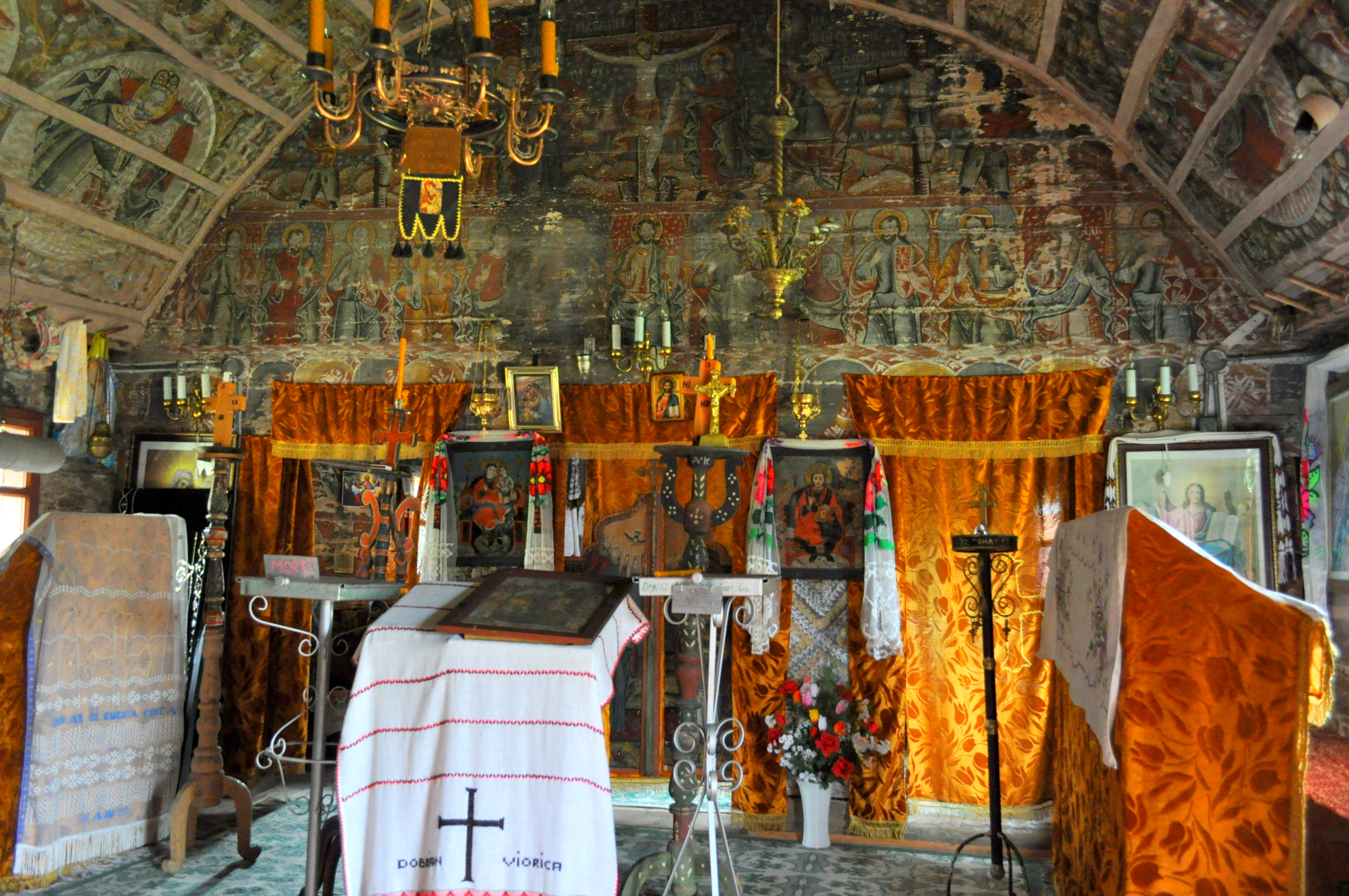
Biserica de lemn din Micănești (interior)
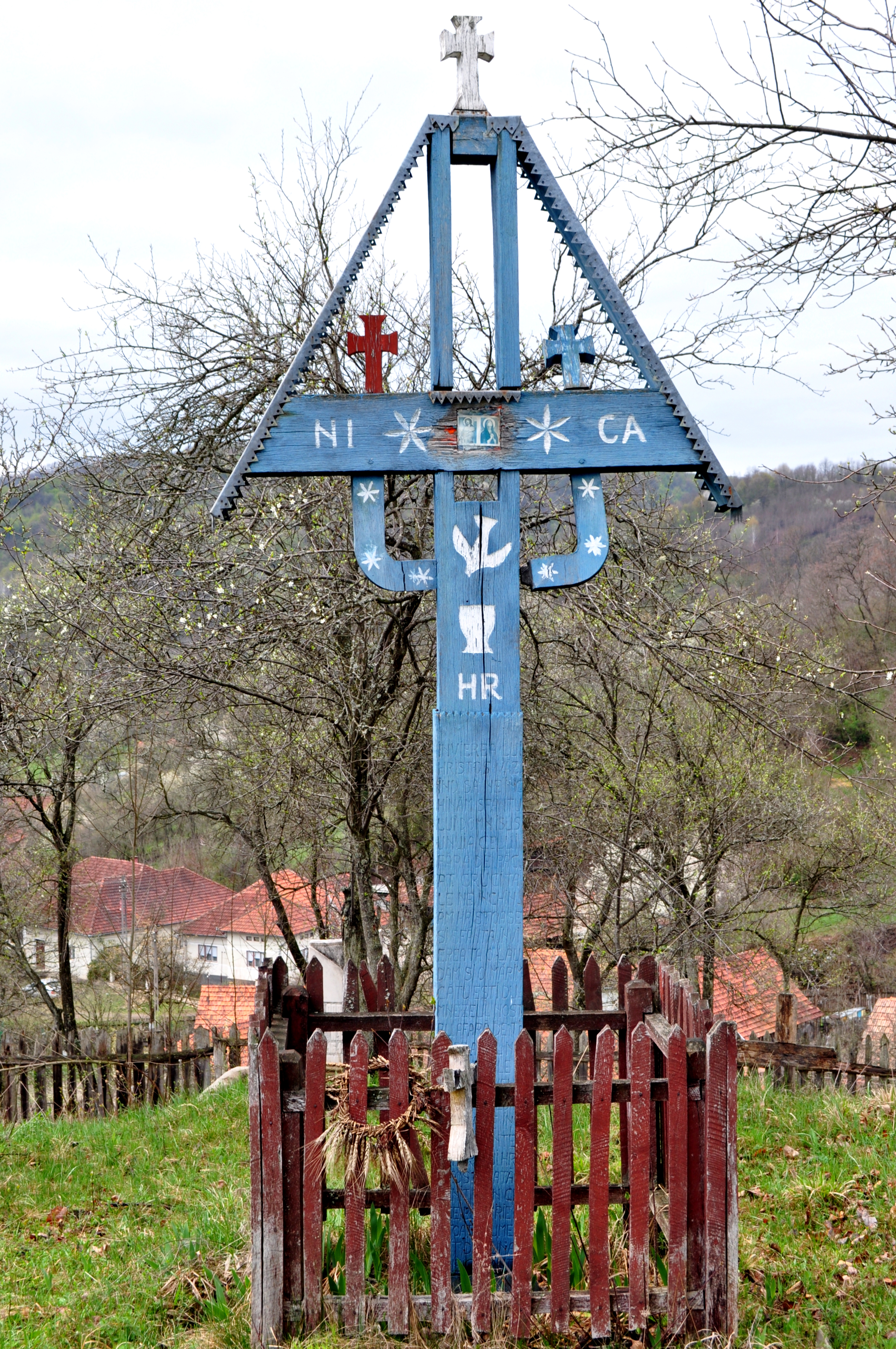
Troița